# Eric Miala Nkulukuta
Pour les articles homonymes, voir Miala.
Eric Miala Nkulukuta, né le 6 septembre 1982 à Kinshasa, est un footballeur congolais. il joue actuellement au CS Don Bosco de Lubumbashi.

## Biographie

### DC Motema Pembe
Nkulukuta rejoint le DCMP en 2002 pour deux saisons (56 matchs et 0 buts)

### TP Mazembe
Il rejoint le TP Mazembe en 2007 il participe a la Ligue des champions de la CAF 2007,2009,2010,2011,2012 dont deux gagnées par le TP Mazembe (2009,2010).

### Saison 11/12
Il marque un but contre l'AS Veti  Club d'un coup franc de 35 mètres.

### Saison 12/13
Il marque un but contre Saint Eloi Lupopo sur une passe de Guy Lusadisu.

### Saison 13/14
Nkulukuta joue de moins en moins avec son club ce qui fera de quitter le club.

### Saison 14/15
Le 30 août 2014, Nkulukuta rejoint le CS Don Bosco.

## Statistiques
| Saison    | Club            | Matchs | Buts |
| --------- | --------------- | ------ | ---- |
| 2002-2003 | DC Motema Pembe | 2      | 0    |
| 2004-2005 | DC Motema Pembe | 19     | 0    |
| 2006-2007 | DC Motema Pembe | 28     | 0    |
| 2007-2008 | TP Mazembe      | 32     |      |
| 2009-2010 | TP Mazembe      | 37     | 1    |
| 2011-2012 | TP Mazembe      | 28     | 0    |
| 2012-2013 | TP Mazembe      | 14     | 1    |
| 2013-2014 | TP Mazembe      | 7      | 0    |

## Coupe du monde des Clubs à Abu-Dhabi
Nkulukuta Miala Papala, mis titulaire lors de la finale de la Coupe du monde des clubs de la FIFA 2010, comme le latéral droit à la défense avec une composition de l'entraineur Lamine N'Diaye de 1-4-5-1. Un match opposant le TP Mazembe de la République Démocratique du Congo au FC Internazionale Milano de l'Italie, ce dernier a vu les Congolais perdre par une note de 0 - 3 en faveur des Italiens, une défaite qui honore l'équipe de Nkulukuta Miala Papala pour cet exploit d'etre dans l'effectif du match comme le tout premier club africain d'accéder à la finale de la coupe du monde des clubs de la FIFA en 2010.

## Distinctions

### Palmarès
2010
- Vainqueur de la Supercoupe de la CAF
- Vainqueur de la Ligue des champions de la CAF

2009
- Champion d'Afrique des Nations
- Vainqueur de la Ligue des champions de la CAF
- Vainqueur du Championnat congolais

2006
- Vainqueur de la Coupe de RD Congo

2005
- Vainqueur du Championnat congolais

2004
- Vainqueur du Championnat congolais